# Dromiidae
Dromiidae De Haan, 1833 è una famiglia di crostacei decapodi.

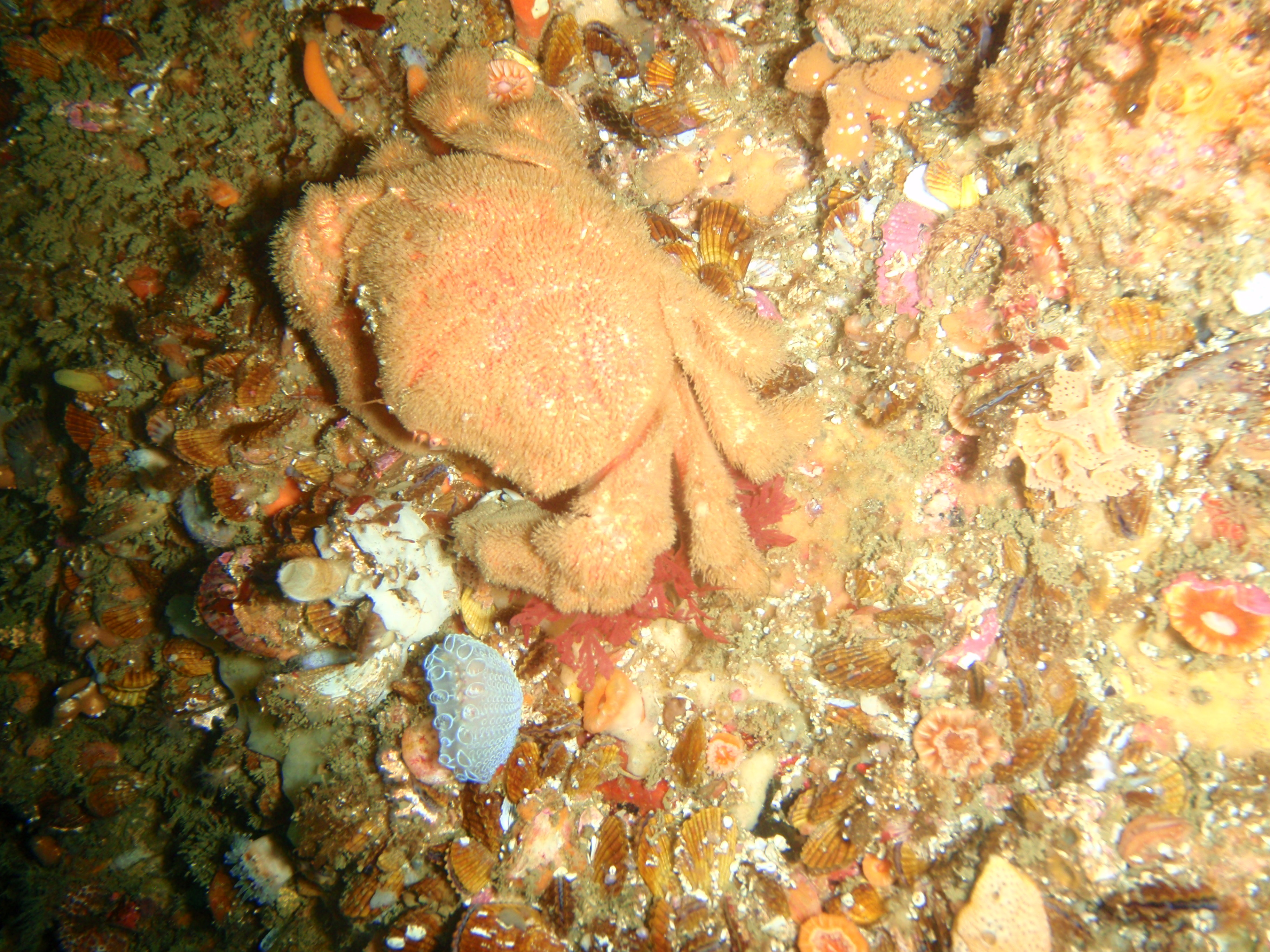
Dromidia aegibotus

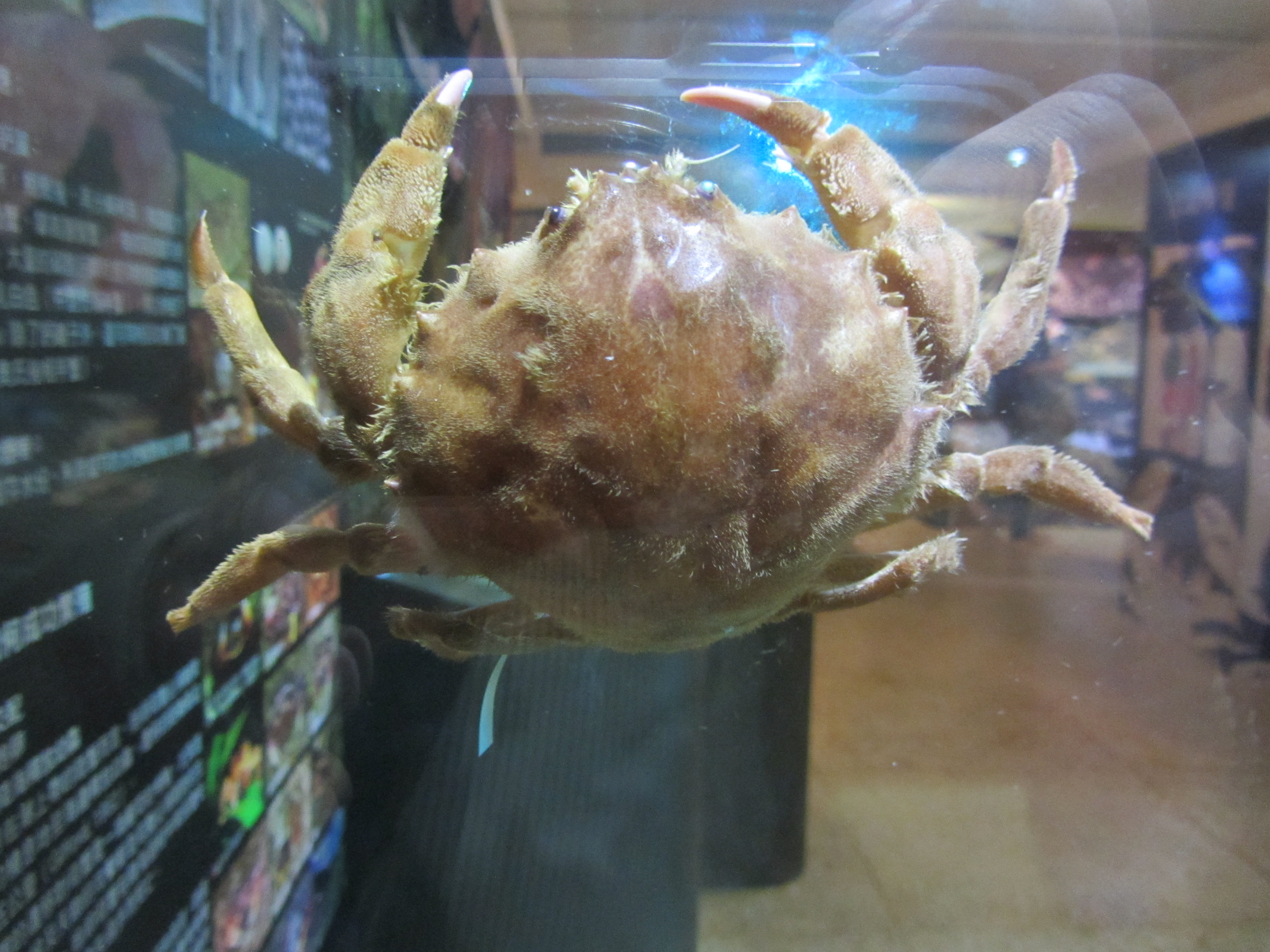
Lauridromia dehaani

## Tassonomia
Fa seguito un elenco delle sottofamiglie e dei generi in cui viene suddivisa la famiglia:
- Dromiinae De Haan, 1833
  - Alainodromia McLay, 1998
  - Ascidiophilus Richters, 1880
  - Austrodromidia McLay, 1993
  - Barnardromia McLay, 1993
  - Conchoecetes Stimpson, 1858
  - CryptodromiaStimpson, 1858
  - CryptodromiopsisBorradaile, 1903
  - Desmodromia McLay, 2001
  - Dromia Weber, 1795
  - Dromidia Stimpson, 1858
  - DromidiopsisBorradaile, 1900
  - EpigodromiaMcLay, 1993
  - Epipedodromia André, 1932
  - EudromidiaBarnard, 1947
  - Exodromidia Stebbing, 1905
  - Foredromia McLay, 2002
  - FultodromiaMcLay, 1993
  - HaledromiaMcLay, 1993
  - Hemisphaerodromia Barnard, 1954
  - HomalodromiaMiers, 1884
  - Lamarckdromia Guinot & Tavares, 2003
  - Lauridromia McLay, 1993
  - LewindromiaGuinot & Tavares, 2003
  - Mclaydromia Guinot & Tavares, 2003
  - MetadromiaMcLay, 2009
  - MoreiradromiaGuinot & Tavares, 2003
  - Paradromia Balss, 1921
  - Petalomera Stimpson, 1858
  - Platydromia Brocchi, 1877
  - Pseudodromia Stimpson, 1858
  - Speodromia Barnard, 1947
  - Stebbingdromia Guinot & Tavares, 2003
  - Sternodromia Forest, 1974
  - StimdromiaMcLay, 1993
  - TakedromiaMcLay, 1993
  - Tumidodromia McLay, 2009
  - Tunedromia McLay, 1993
- Hypoconchinae Guinot & Tavares, 2003
  - Hypoconcha Guérin-Méneville, 1854
- Sphaerodromiinae Guinot & Tavares, 2003
  - Eodromia McLay, 1993
  - Frodromia McLay, 1993
  - Sphaerodromia Alcock, 1899
- Incertae sedis
  - Exodromia
  - Lasiodromia Alcock, 1901